# Arnold Smith
Arnold Smith, né le 18 janvier 1915 à Toronto et mort le 7 février 1994 dans la même ville, est un homme politique canadien. Il est le premier secrétaire général du Commonwealth.